# JUNIEL
JUNIEL（ジュニエル、本名：チェ・ソア（최서아 / Choi Seoa）、1993年9月3日 - ）は、韓国出身の女性シンガーソングライター。

## 来歴
小学生の頃にBoAのようになりたくてダンスを始めたがその才能はなく、すぐにあきらめた。ダンス・ミュージックが主流の韓国で、自分で作詞作曲して歌うシンガーソングライターの方に魅力を感じたJUNIELは中学三年生の時にギターを始め、椎名林檎とアヴリル・ラヴィーンを聞いて作曲を研究した。しかし、ダンス・ミュージックが盛んな韓国では、楽器を弾きながら自作曲を歌うスタイルのアーティストは少なかった。一方、日本には様々な音楽ジャンルがあって楽器を使うアーティストもたくさんいて、インディーズ・シーンも活発であった。そんな時にオーディションで受かった事務所から「日本で音楽の勉強をしないか」と誘われた。1人で練習していて限界を感じた彼女は、それなら韓国から一番近くてシンガーソングライターの数も多い日本に行ってそうした音楽スタイルを勉強したいと思い、日本に行くことを決意した。しかし、はじめから日本で演奏活動をしようと思っていたわけではなく、単純に自分の音楽の幅をもっと広げようと思って来日したという感じだった。
韓国の家の近所の高校に入学後、教師の勧めでソウル公演芸術高等学校に転入。2010年6月、16歳で来日し〔日本の学校に通いながら3年間を日本で過ごした〕←。その間、都内で数多くのライブイベントに出演、数多くのストリートライブも行い、2枚のインディーズ盤をリリースした。
2010年9月12日、日本のオーディション番組『虹色スーパーノヴァ』にてグランプリ獲得←。
2011年11月2日、シングル「Forever」（ワーナー・ミュージック・ジャパン）でメジャー・デビューを果たす。
2012年2月15日、2ndシングル「さくら～とどかぬ想い～」をリリース。新人アーティストとしては異例のタイアップを4つ獲得。
2013年2月7日にソウル公演芸術高等学校を卒業。
2013年3月6日、1stアルバム「JUNI」をリリース。サウンドプロデューサーに数々の女性アーティストなどを手掛けてきた鈴木Daichi秀行を迎え、収録曲のほぼ全ての作詞作曲を自分で手掛けた。

## 人物
芸名のJUNIELは、彼女の本名に由来する“JUNI” （ジュニ）に「愛」を意味する英語のLOVEの“L”を加えて付けられた。歌を歌うときに一番大事にしているのが感情なのだが、全ての感情のベースになるのがLOVEだと思っているから。
家族構成は、父、母、弟の4人。父親は少年時代、弾き語りの歌手になりたかったらしい。
日本で過ごしているときは、日本の文化を理解するためにいろいろな映画やアニメを見て、そしてJ-POPもたくさん聞いて勉強した。
憧れのアーティストは、日本人では椎名林檎、韓国人ではキム・ドンウ。日本に来る前から聞いていた日本のアーティストは椎名林檎とYUIで、韓国でギターを始める時に知り合いのお姉さんから教えてもらい、メロディなどが頭に残って好きになったという。特に椎名林檎の歌が中学生の頃からとても好きだった。韓国の音楽だけ聞いてきた彼女にとっては歌詞もメロディも興味深く思われたという。日本に来てから好きになったのはYUI、flumpool、ONE OK ROCK。またイギリスの人気アーティスト、コリーヌ・ベイリー・レイが好きで、元々は彼女のような温かくて優しい音楽を好んで聴いていたが、最近では東京事変のような勢いのあるサウンドも聴くようになり、ライブでもその影響が出ているという。
ギターを弾くようになったのは中学3年生の時。父親がギターを弾いているのを子供の頃からずっと見てきて、自分も弾くようになった。当時の韓国ではまだギターを弾くシンガーが少なくて、歌手としてデビューするにはダンスやバラードをやらないとだめだと思っていた。なので事務所にギターを弾いてみないかと言われたときはとてもうれしかった。
初めて作詞・作曲したのは、ギターを始めたのと同じ中学3年生の時。それ以前にも小学2年生の時に楽譜のノートを開いて作ろうとしたことがあったができなかった。しかし、ギターを練習したおかげでコード進行などを理解できるようになったので本格的に作曲を始めた。歌詞は自分の経験や本を読んで感じたことを書くことが多く、一度頭に浮かんだメロディは忘れない。
本が好きで、子供の頃に読んだ童話を読みなおすことも多い。

## ディスコグラフィ

### 日本での作品

#### ミニアルバム
|              | 発売日        | タイトル     | 規格         | レーベル                                          | 収録曲                                                                                           | オリコン     |
| インディーズ | インディーズ  | インディーズ | インディーズ | インディーズ                                      | インディーズ                                                                                     | インディーズ |
| ------------ | ------------- | ------------ | ------------ | ------------------------------------------------- | ------------------------------------------------------------------------------------------------ | ------------ |
| 1st          | 2011年4月29日 | Ready Go!    | CD           | AI Entertainment Inc./ ビクターエンタテインメント | 1. Ready go! 2. 少年 3. 猫の一日 4. everlasting sunset 5. We're together                         | ―            |
| 2nd          | 2011年7月12日 | Dream&Hope   | CD           | AI Entertainment Inc./ ビクターエンタテインメント | 1. Dream & Hope 2. Happy day 3. falling in love 4. 仮面 5. さくら 6. Dream & Hope (Instrumental) | ―            |

### アルバム
|            | 発売日       | タイトル   | 規格       | 規格品番   | オリコン   |
| オリジナル | オリジナル   | オリジナル | オリジナル | オリジナル | オリジナル |
| ---------- | ------------ | ---------- | ---------- | ---------- | ---------- |
| 1st        | 2013年3月6日 | JUNI       | CD         | WPCL-11308 | 137        |

#### シングル
|          | 発売日        | タイトル                | 規格     | レーベル                                                | 収録曲                                                                                         | オリコン |
| メジャー | メジャー      | メジャー                | メジャー | メジャー                                                | メジャー                                                                                       | メジャー |
| -------- | ------------- | ----------------------- | -------- | ------------------------------------------------------- | ---------------------------------------------------------------------------------------------- | -------- |
| 1st      | 2011年11月2日 | Forever                 | CD       | AI Entertainment Inc./ ワーナー・ミュージック・ジャパン | 1. Forever 2. 星の王子様 3. Travel 4. Forever （Instrumental）                                 | ―        |
| 2nd      | 2012年2月15日 | さくら ～とどかぬ想い～ | CD       | AI Entertainment Inc./ ワーナー・ミュージック・ジャパン | 1. さくら ～とどかぬ想い～ 2. ピノキオ 3. with you 4. さくら ～とどかぬ想い～ （Instrumental） | ―        |

### 韓国での作品

#### アルバム
|          | 発売日         | タイトル      | 規格        | レーベル                 | 収録曲                                                                       | ガオン   |
| メジャー | メジャー       | メジャー      | メジャー    | メジャー                 | メジャー                                                                     | メジャー |
| -------- | -------------- | ------------- | ----------- | ------------------------ | ---------------------------------------------------------------------------- | -------- |
| 1st      | 2012年6月7日   | My First June | CD 音楽配信 | FNC Entertainment/CJ E&M | 1. illa illa 2. Ready Go! 3. Everlasting Sunset 4. Mask 5. バカ(with 鄭容和) | 16       |
| 2nd      | 2012年11月20日 | 1&1           | CD 音楽配信 | FNC Entertainment/CJ E&M | 1. 悪い人 2. Oh! Happy Day 3. 少年 4. 猫の一日 5. ハッピーエンド             | 4        |
| 3rd      | 2013年4月25日  | Fall in L     | CD 音楽配信 | FNC Entertainment/CJ E&M | 1. 可愛い男 2. デート 3. 寝言 4. My lips                                     | 5        |

## 出演

### ラジオ
- ツキイチMUSIK～届く想い～（2012年4月 - 、JFN系列全国ネット） - 第4週目を担当

## 受賞歴
| 年度 | 賞                                             | 部門                            |
| ---- | ---------------------------------------------- | ------------------------------- |
| 2010 | 虹色スーパーノヴァ                             | グランプリ(9月)                 |
| 2012 | サイワールド・デジタル・ミュージック・アワード | ルーキー・オブ・ザ・マンス(7月) |
| 2012 | 第19回大韓民国芸術芸能賞                       | 新人歌手賞                      |
| 2012 | 第27回ゴールデンディスク賞                     | 新人賞                          |